# Paul Schottländer

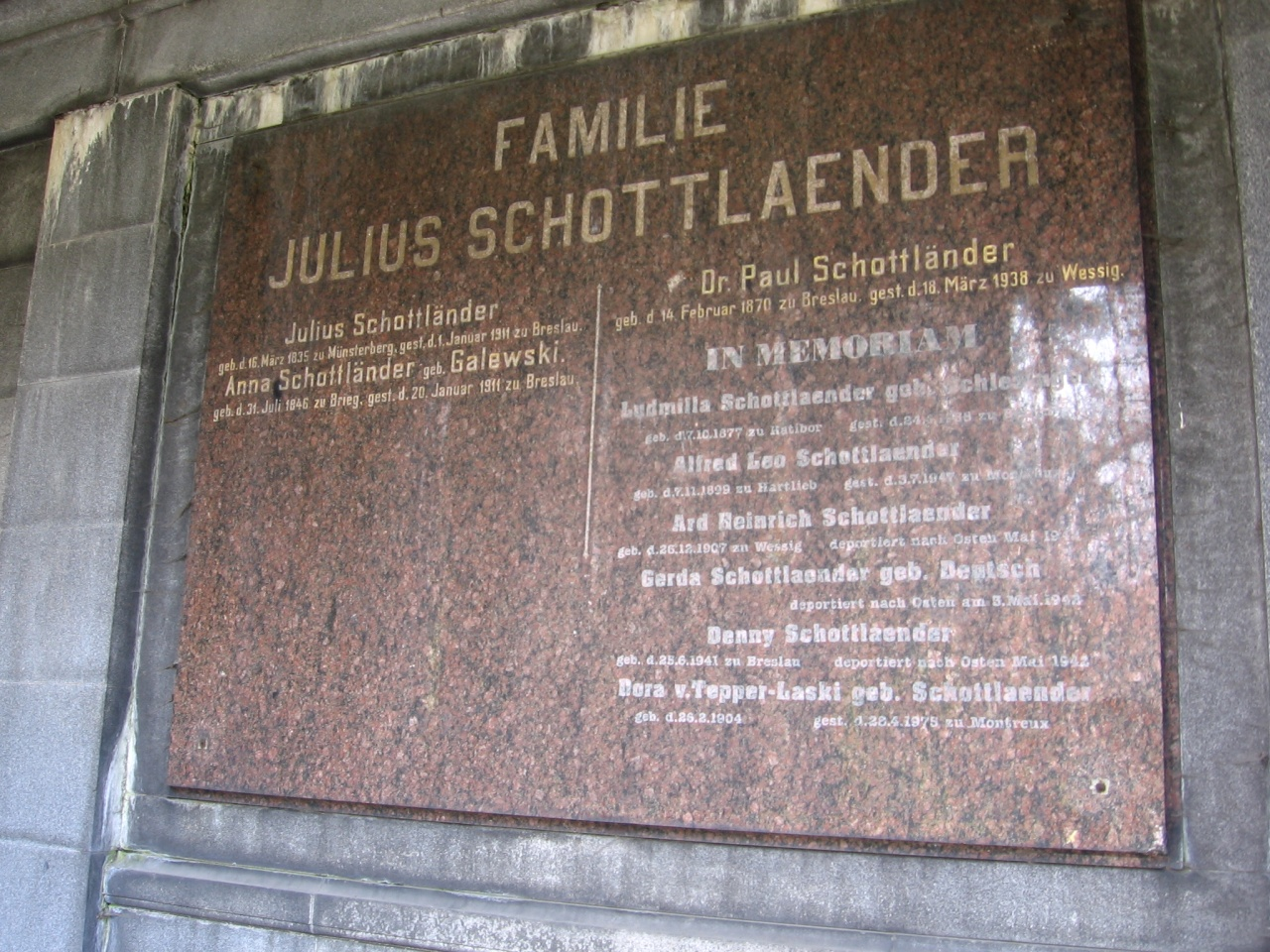
płyta w grobowcu Schottländerów

Paul Schottländer (ur. 14 lutego 1870 we Wrocławiu, zm. 18 marca 1938 w Wysokiej) – niemiecki mecenas nauki pochodzenia żydowskiego, doktor filozofii, honorowy senator Uniwersytetu Wrocławskiego. Syn Juliusa Schottländera (1835-1911), kupca, właściciela dóbr ziemskich i filantropa. 
Do 1933 honorowy senator Uniwersytetu Wrocławskiego, do 1936 członek zarządu Kaiser-Wilhelm-Gesellschaft (Towarzystwa Cesarza Wilhelma). Fundator m.in. zoologicznej stacji naukowo-badawczej w Rovinju na Morzu Śródziemnym.
Pochowany został na Cmentarzu Żydowskim przy ul. Ślężnej we Wrocławiu w grobowcu Schottländerów, w którym wcześniej pochowano też jego rodziców i dziadków.